# Dubravski Markovac
Dubravski Markovac – wieś w Chorwacji, w żupanii zagrzebskiej, w gminie Dubrava. W 2011 roku liczyła 177 mieszkańców.